# Aficionado (jeu de société)
Pour les articles homonymes, voir Aficionado.
 (juillet 2025).
Si vous disposez d'ouvrages ou d'articles de référence ou si vous connaissez des sites web de qualité traitant du thème abordé ici, merci de compléter l'article en donnant les références utiles à sa vérifiabilité et en les liant à la section « Notes et références ».
Aficionado est un jeu de société de Martin Bertran, aux éditions Interlude[réf. souhaitée], dont le principe est de retrouver une phrase farfelue à partir de trois « débuts d'expression ». Par exemple :
- Vous permettez, ...
- Le petit chat ...
- Ne vous déplaise ...

donnera comme solution « Monsieur est mort en dansant la javanaise ».